# بانک الخلیج التجاری
بانک الخلیج التجاری (عربی: مصرف الخليج التجاري) شرکت خدمات مالی و بانکداری عراقی است، که در سال ۲۰۰۰ تأسیس شد.